# Salé
Salé (Tamazight: ⵙⵍⴰ) is een stad in het noordwesten van Marokko aan de Atlantische Oceaan, in de regio Rabat-Salé-Zemmour-Zaer. Salé ligt net ten noorden van de hoofdstad Rabat, de twee steden worden gescheiden door de rivier Bouregreg. Salé telt anno 2024 zo’n 950.000 inwoners. De stad is een onderdeel van het openbaar-vervoersgebied van de Tram van Rabat.

## Geschiedenis
De stad is een van de oudste van Marokko, met een geschiedenis die teruggaat naar de 7e eeuw v.Chr. Het is onbekend wie de stichters zijn van de stad, de Puniërs of de oude Berbers. Het gebied kwam later in handen van de Romeinen en later de Vandalen.
In de 10e eeuw trokken de Berberse Banu Ifran het gebied van de Barghawata binnen en vestigden zich rond Salé, die er een nederzetting stichtten en er hun hoofdstad van maakten. Een groot aantal bouwwerken in de stad stamt uit deze tijd, waaronder de Grote Moskee van Salé. Vanuit de haven werd aan piraterij gedaan, in reactie waarop koning Alfons X van Castilië in 1260 een vloot stuurde. De inname leidde niet tot blijvende bezetting, maar duizenden inwoners werden weggevoerd als slaaf.
De stad kwam achtereenvolgens in handen van de Almoraviden, de Almohaden, de Meriniden, Wattasiden en de Saadidynastie. Vanaf 1619 werd de havenstad Salé van uitgebreide vestingwerken voorzien. Hierdoor werd de plaats een bijna onneembare uitvalsbasis voor de piraten onder bevel van admiraal Jan Janszoon. Tot 1627 bestond er een de facto onafhankelijke stadstaat die wel de Republiek Salé genoemd wordt. Na de dood van sultan Moelay Zidan in 1627 deed de nieuwe machthebber de koning van Marrakesh een vergeefse poging de stad te veroveren. De kapers onder aanvoering van Janszoon kwamen ten slotte tot een overeenkomst met de nieuwe koning, hij vergaf Janszoon zijn ongehoorzaamheid en offreerde hem een gouden appel en een persoonlijke titel op voorwaarde dat Janszoon zijn verzet opgaf en er weer belasting werd betaald. Ook na deze overeenkomst bleef Salé een basis van waaruit de Barbarijse zeerovers hun slavenraids opzetten.
In de Tachtigjarige Oorlog was het een bondgenoot van de Republiek der Zeven Verenigde Nederlanden tegen de Habsburgers; veel Nederlandse kapers gebruikten de haven als basis om Spaanse schepen te kapen; sommigen werden zelf piraat en vestigden zich er als moslim. Maarten Harpertszoon Tromp heeft hier twee jaar geleefd als slaaf tot de Britten hem vrijkochten.

## Bezienswaardigheden
De stadsmuur van Salé behoort tot de oudste van Marokko, net als verschillende van de stadspoorten zoals Bab Lamrissa die relatief goed bewaard gebleven zijn. De muur daarentegen is op sommige plaatsen totaal verloederd.

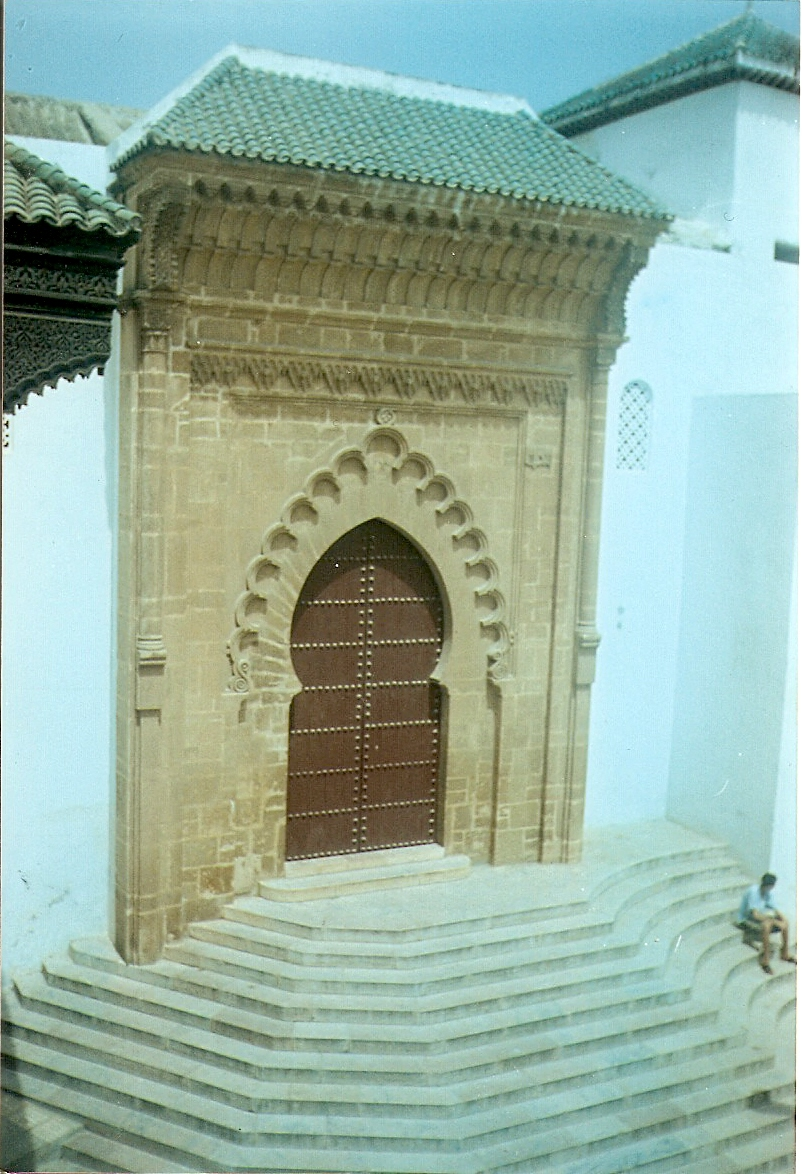
De poort van de Grote Moskee in de medina van Salé

In de medina vindt men naast authentieke huizen ook de Grote Moskee met bijhorende Madrassa. De moskee werd gebouwd tussen 1028 en 1029 onder de Berberdynastie Banu Ifran. In de stad staat de oudste door de Meriniden gebouwde constructie, de stadspoort Bab Mrissa, gebouwd in 1260. Sinds 2006 loopt er een groot project in Salé, dat de stad moet vernieuwen en economisch doen herleven. Grote delen van de stad werden afgebroken, waaronder ook het voetbalstadion Stade Marche Vert van AS Salé. In 2008 werd een luxueuze haven voor plezierboten geopend.

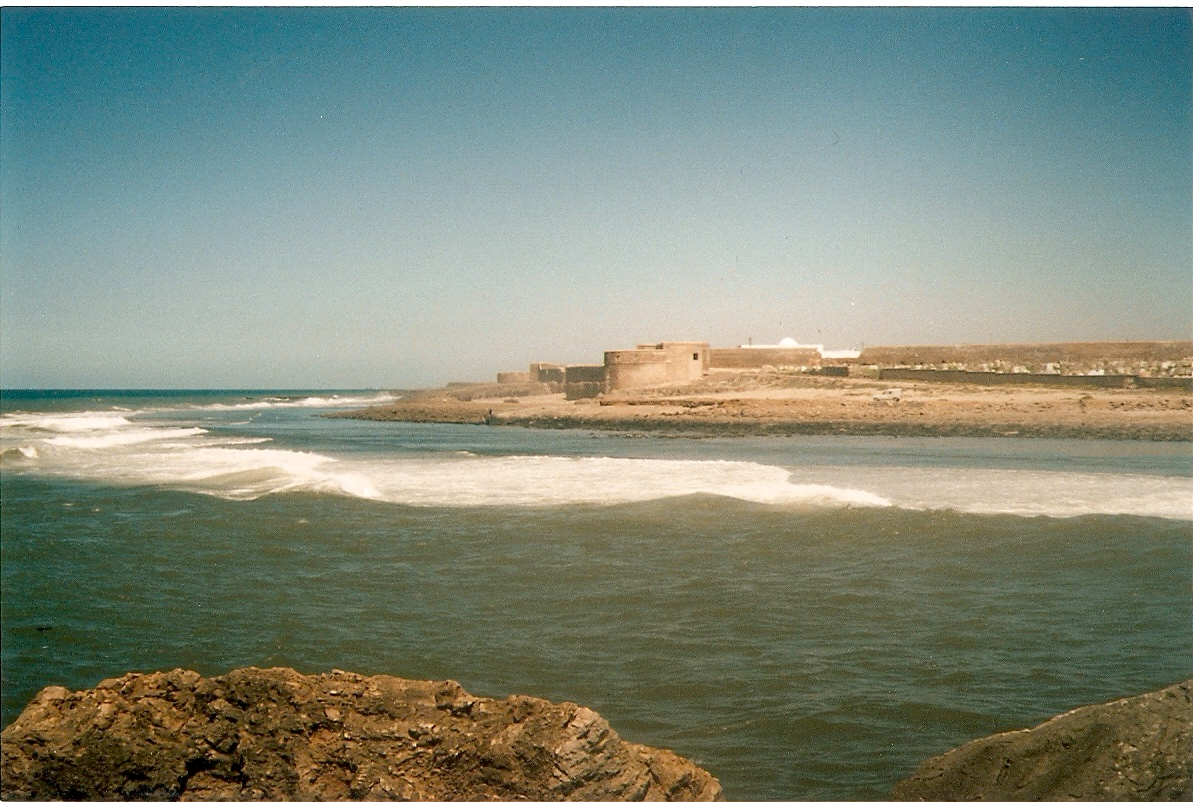
Zicht op de oude stadsmuur van Salé

## Bekende inwoners
- Claes Compaen, zeerover
- Jan Janszoon (1570), grootadmiraal en gouverneur van Salé en Oualidia
- Maarten Harpertszoon Tromp (1598), Nederlands zeevaarder en luitenant-admiraal in de Nederlandse marine.

## Geboren in Salé
- Majid Bekkas (1957), musicus
- Hanaa El Idrissi (1987), zangeres
- Amine Laâlou (1982), atleet
- Abdellah Taïa (1973), schrijver
- Marouane Zemmama (1983), voetballer
- Raphael Ankawa (1848), rabbijn
- Tarik Khbabez (1992), kickbokser

## Afbeeldingen

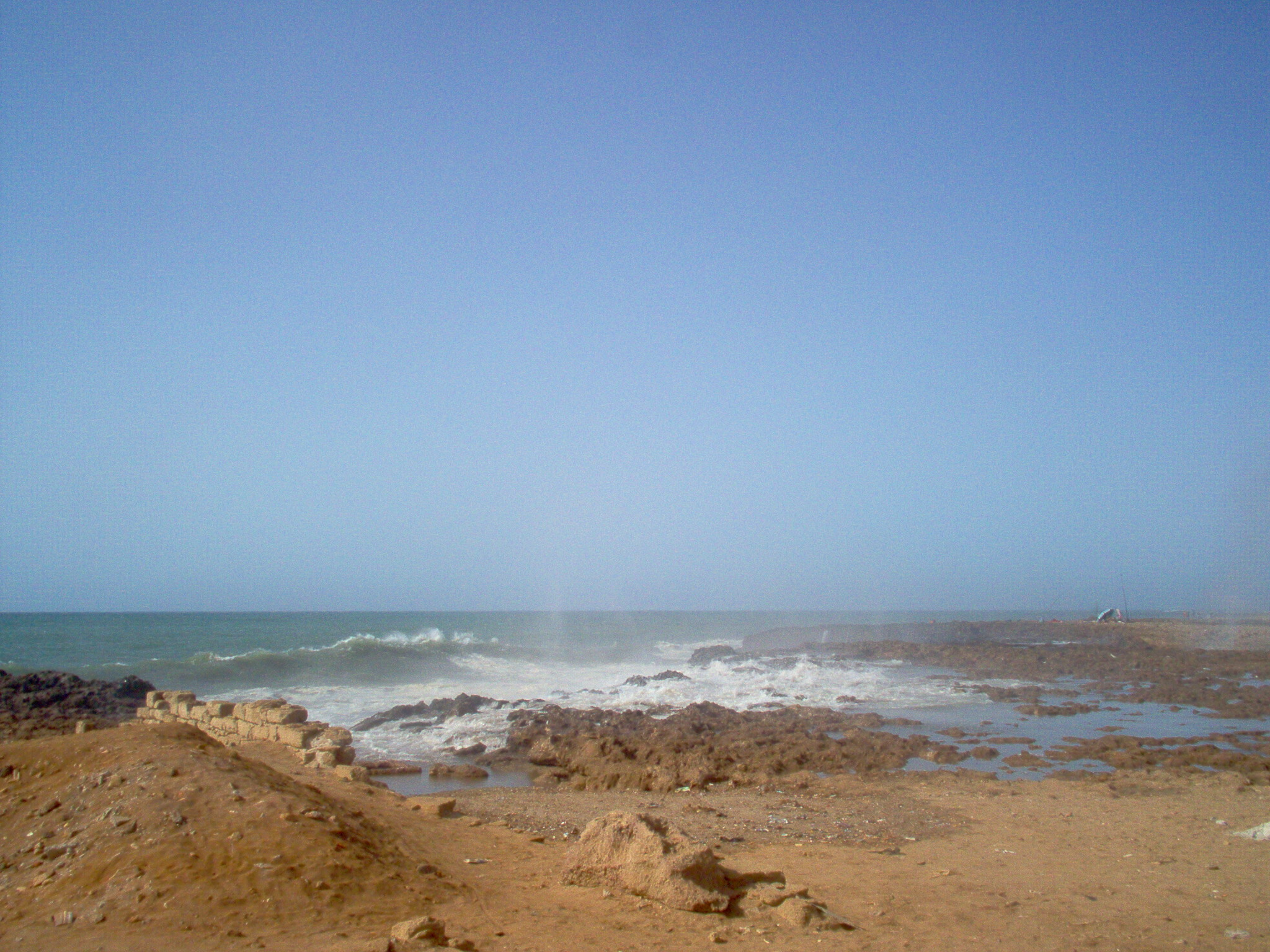
Rotskust van Sidi Moussa
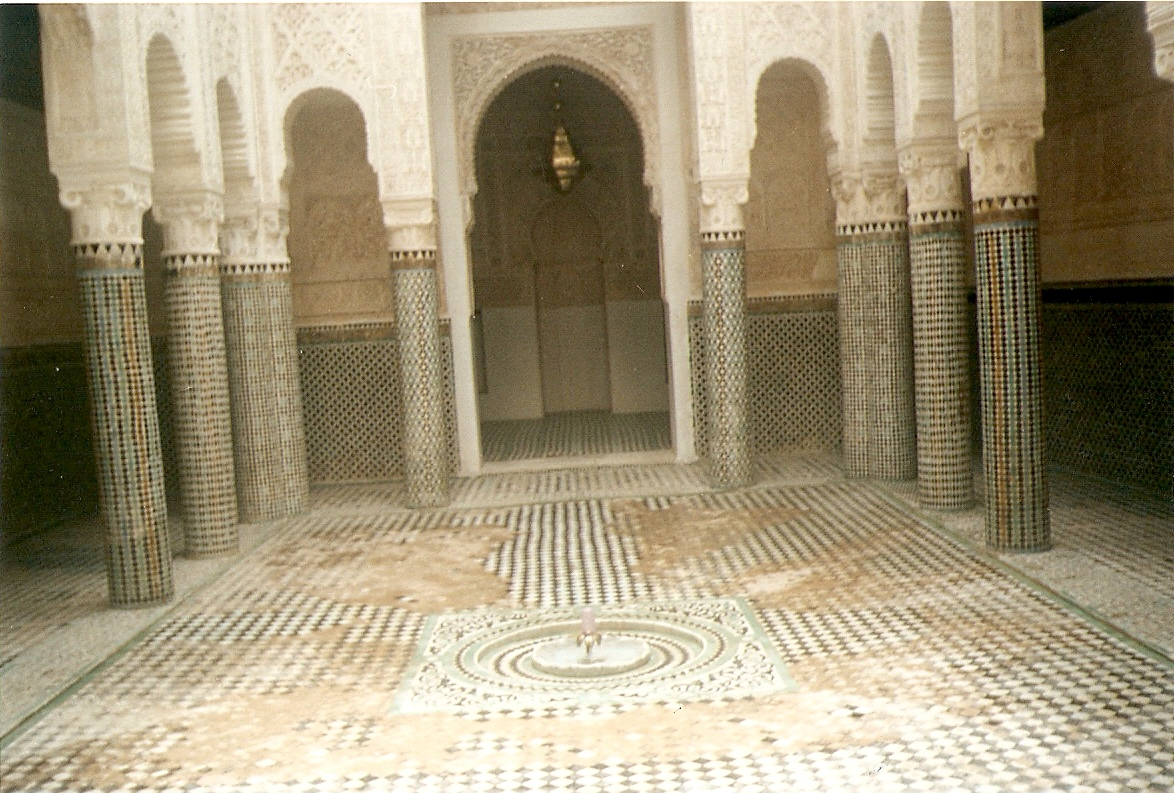
Grote moskee
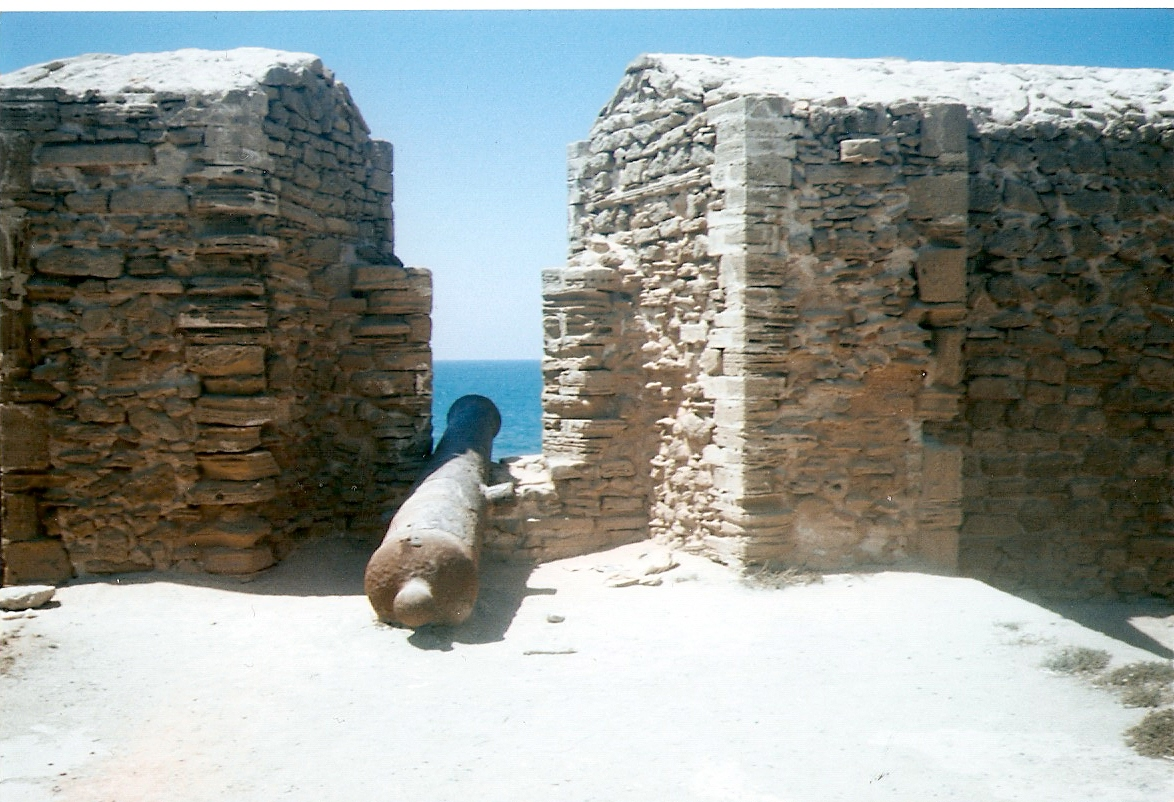
Kanon aan de stadsmuur
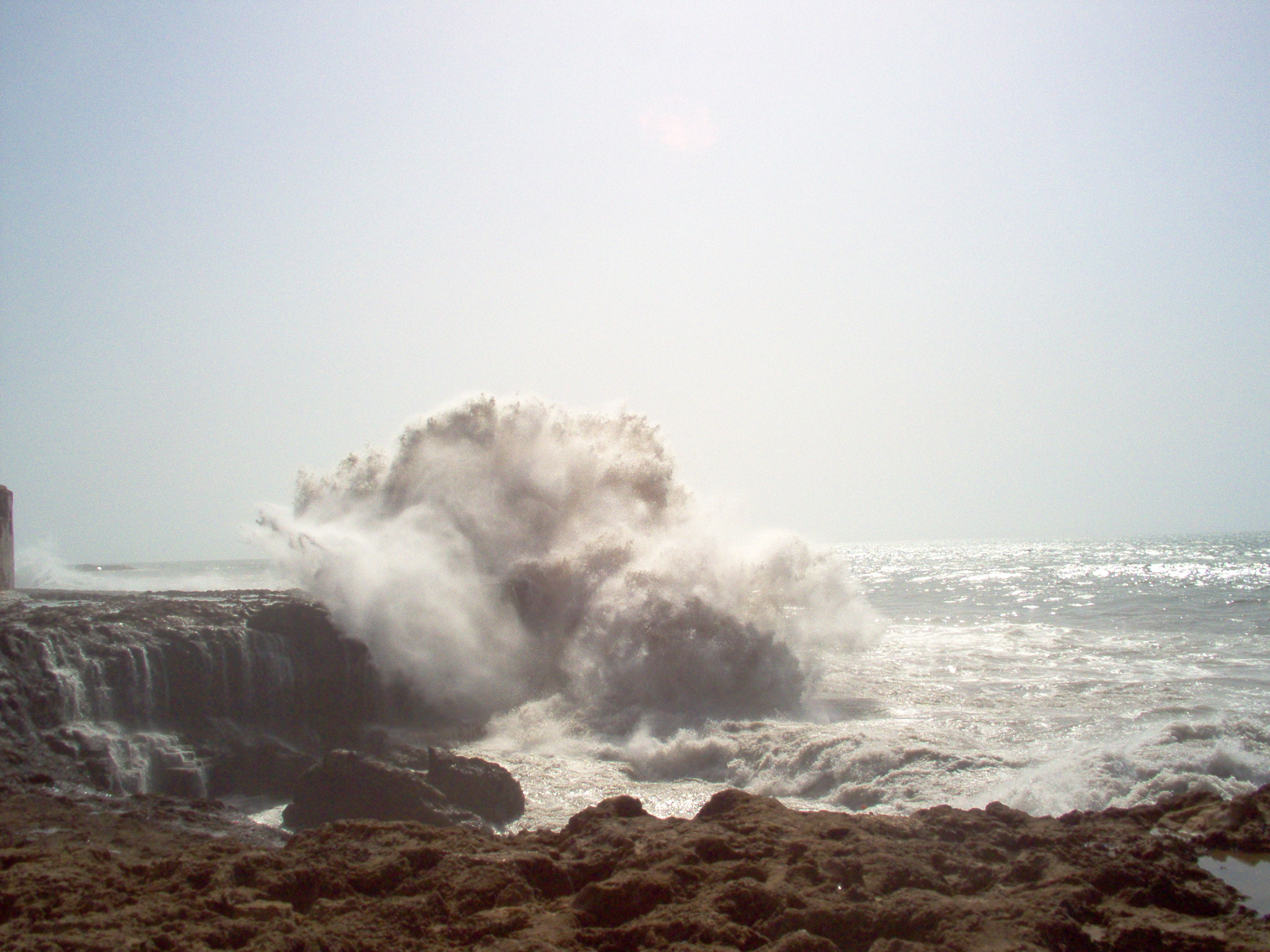
Rotskust Sidi Moussa